# Вімблдонський турнір 1880
Вімблдонський турнір 1880 — 4-й розіграш Вімблдону. Джон Гартлі став першим гравцем в історії Вімблдону, кому вдалося захистити свій титул. Турнір у парному розряді знову не проводився.
Відбулися зміни до правил: висоту сітки зменшили з 1,45 м до 1,2 м, а відстань від задньої лінії до сітки скоротили з 6,7 м до 6,4 м. Також з цього року було ухвалено, що, якщо м'яч при подачі торкається сітки, але падає у правильний квадрат, то відбувається переподача. До цього такі ситуації розцінювалися як помилка.

## Чоловіки, одиночний розряд

### Фінал
Джон Гартлі переміг  Герберта Лоуфорда, 6-3, 6-2, 2-6, 6-3.
- Це був другий і останній мейджор Джона Гартлі.

### Фінал усіх охочих
Герберт Лоуфорд переміг  О. Е. Вудхауза, 7-5, 6-4, 6-0.